# 대프니 루빈베가
대프니 루빈베가(영어: Daphne Rubin-Vega, 1969년 11월 18일 ~ )는 미국의 무용가, 배우, 싱어송라이터이다.

## 출연 작품

### 영화
- 와일드 씽 (1998)
- 플로리스 (1999)
- 섹스 앤 더 시티 (2008)
- 레이첼, 결혼하다 (2008)
- 유니온 스퀘어 (2011, Union Square) - 세라 역
- Fall to Rise (2014) - 실라 역
- Emoticon ;) (2014) - 애나 역
- 인 더 하이츠 (2021) - 대니엘라 역
- 틱, 틱... 붐! (2021)

### 텔레비전
- 엿보는 자들의 밤 (2023)